# Chrysina lecontei
Chrysina lecontei är en skalbaggsart som beskrevs av Horn 1882. Chrysina lecontei ingår i släktet Chrysina och familjen Rutelidae. Inga underarter finns listade i Catalogue of Life.